# Salagama

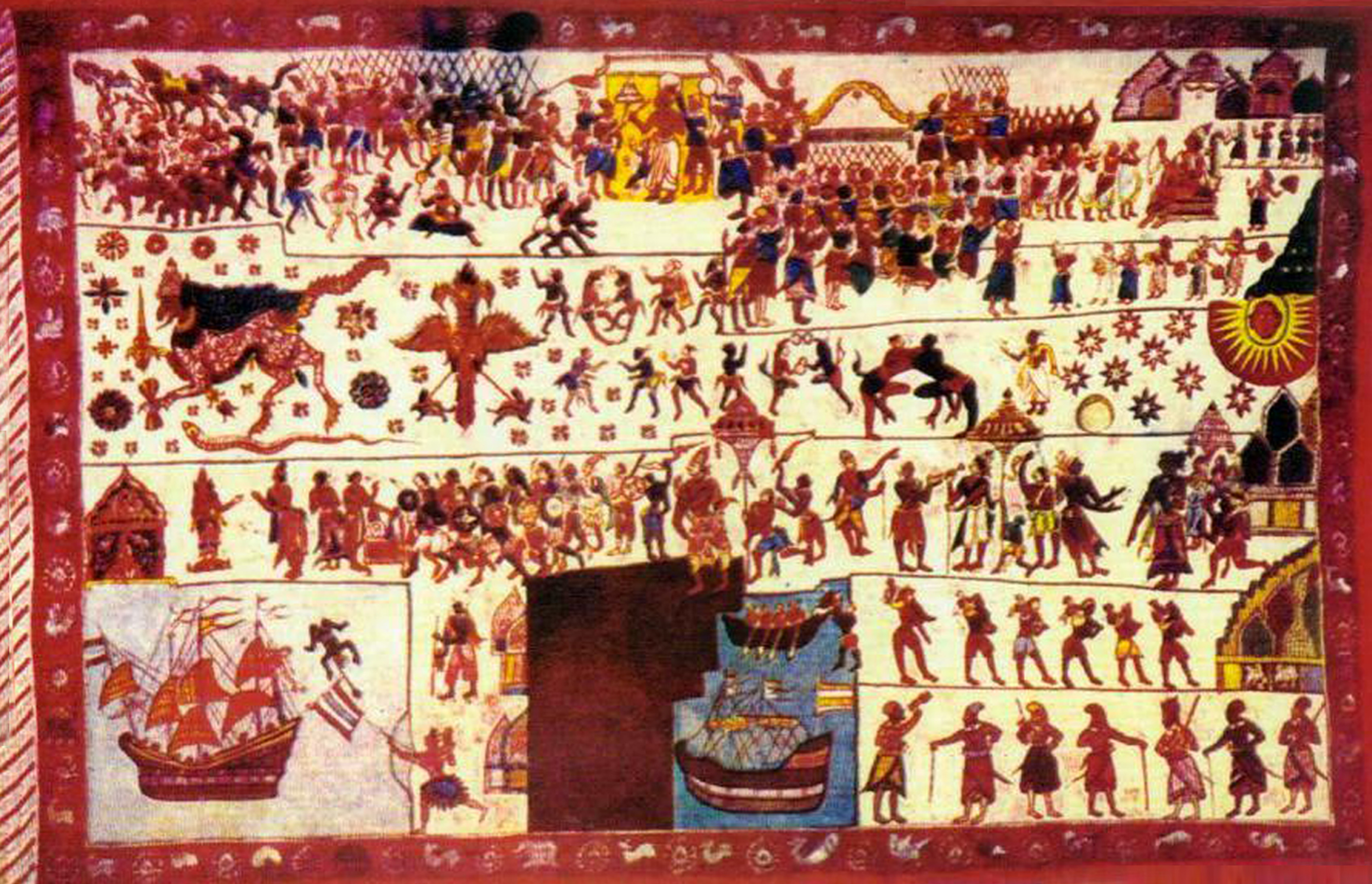

Salagama (Halagama or Chaliya) est le nom d'une caste du Sri Lanka. Cette communauté est traditionnellement associée à la culture et à l'exploitation de la cannelle, et se trouve principalement dans les zones côtières du sud, tout particulièrement dans les villages proches de Hikkaduwa et Balapitiya, dans le district de Galle, ainsi que dans la zone qui s'étend vers le nord à partir de Negombo en direction de Chilaw. Dans les zones kandyennes, on trouve de très petits groupes dont l'activité est centrée sur le tissage.